# Hospitaal-kerkschip De Hoop
Hospitaal-kerkschip De Hoop (HKS) was een serie van vier achtereenvolgens gebruikte hospitaalschepen ten behoeve van zeelieden van elke nationaliteit. De thuishaven is bijna altijd Scheveningen geweest.

## Oprichting

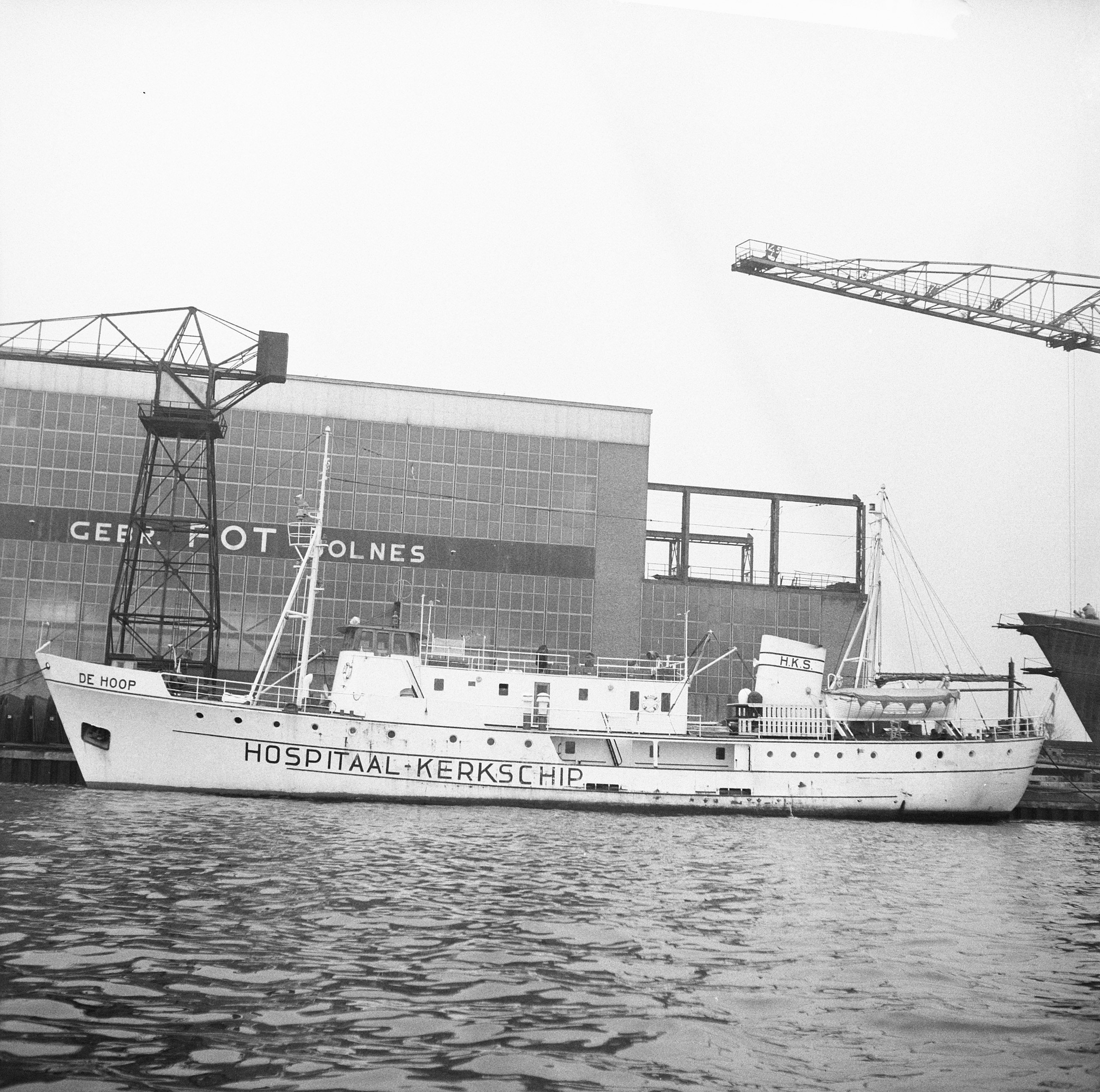
HKS De Hoop III

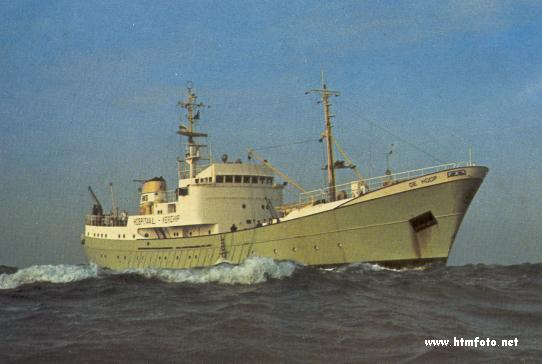
HKS De Hoop IV

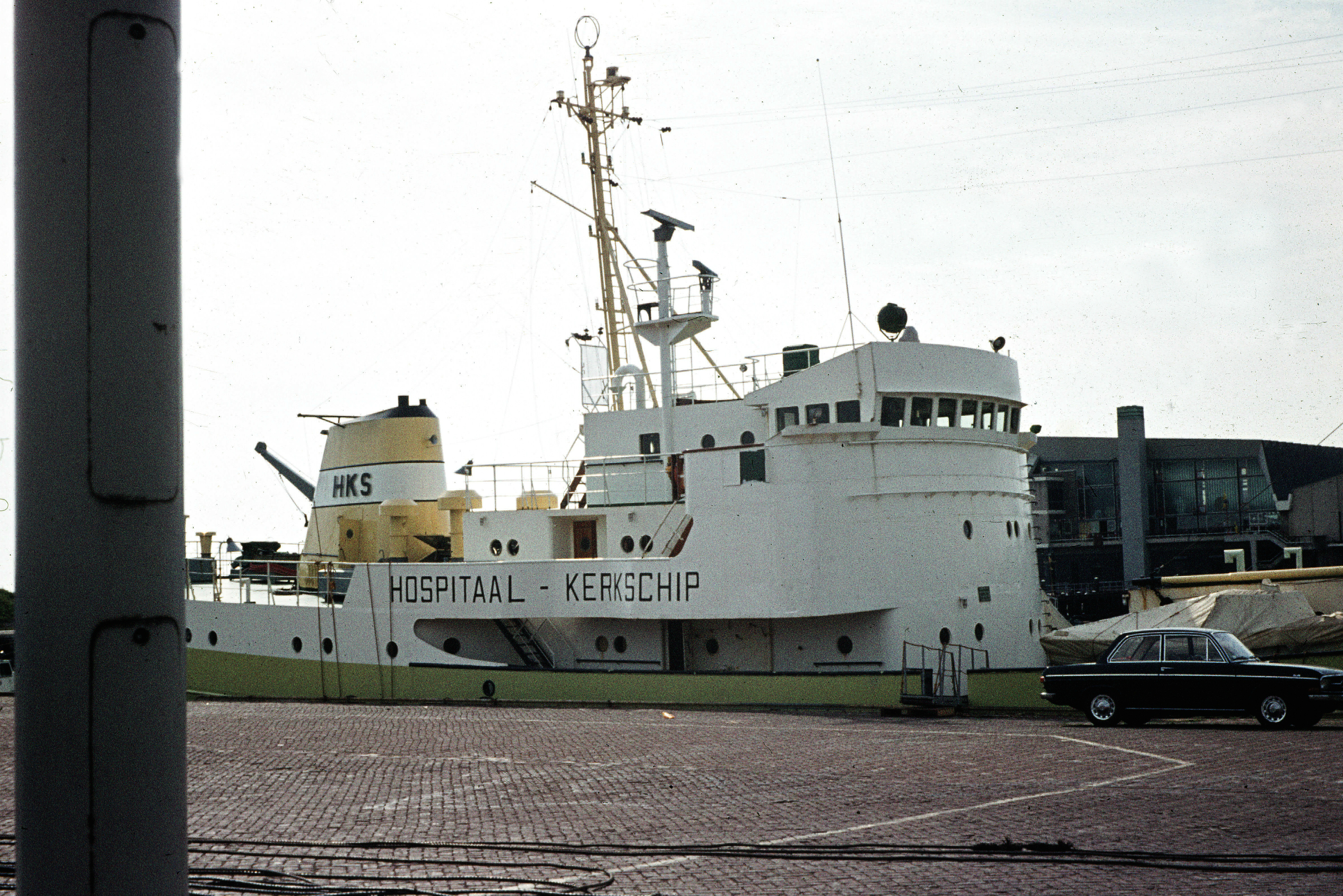
HKS De Hoop IV in Scheveningen

Het initiatief om het hospitaal-kerkschip in de vaart te brengen was van dominee J. Chambers, predikant van de Engelse kerk te Amsterdam, en eerder zendeling in Hongkong en op de Magdalene Islands (Canada). In 1897 stelde hij voor een vereniging op te richten om een hospitaal-kerkschip uit te rusten, dat naar de visgronden op de Noordzee gezonden kon worden. Het plan werd ondersteund door o.a. de heren Petrus Emelius Tegelberg (directeur Stoomvaart Mij Nederland), mr. Eduard Nicolaas Rahusen (advocaat, Eerste Kamerlid), W. Boissevain, Balthazar Heldring (president Nederlandsche Handel-Maatschappij), W.C. Robinson (Engelse consul), C.J. Corey (Amerikaanse consul). Op 5 mei 1898 werd de "Nederlandsche Vereniging ten behoeve van zeelieden van elke nationaliteit" opgericht. De dominee werd secretaris honorair.

## Vier schepen
Van 1898 tot 1988 was er een 'De Hoop' in de vaart als hospitaal-kerkschip (HKS). 's Zondags werd aan boord een kerkdienst gehouden voor de vissers op zee. 

- HKS De Hoop I was een houten visschoener. Het schip werd vanaf 1898 als hospitaal-kerkschip gebruikt. In 1899 zeilde het schip voor de eerste maal uit. Het hospitaalkerkschip had een predikant en een arts aan boord. Op deze reis werden 99 mensen verpleegd.
- HKS De Hoop II was een motor-zeilschip. Het was een vissersvaartuig uit IJmuiden dat werd aangekocht en omgebouwd tot hospitaal-kerkschip. Zij werd als zodanig gebruikt van 1912 tot 1955. Het schip was een tweemastschoener met een klipper- of galjoensteven, gebouwd in 1912 door scheepswerf Conrad te Haarlem. Er waren 12 bedden aan boord en een isoleerhut. Het schip had als afmetingen: lengte 28,5 m, breedte 6,50 m, holte 3,70 m en mat 192 ton.
In 1940 werd het schip gevorderd door de overheid om te dienen als reddingsvaartuig. Nadat de Kriegsmarine vergeefs probeerde het schip te vorderen, kwam het te liggen in Vlissingen. In 1944 verliet - om politieke redenen - de Nederlandse bemanning het schip. Er kwam er een Duitse bemanning aan boord. De nieuwe thuishaven werd Dordrecht. Na de oorlog kwam het terug in de vaart. Op 22 september 1955 werd het schip verkocht voor ƒ 40.000 aan Rasmus Rasmussen in Veavågen en werd het schip verbouwd tot vissersschip voor de haringvisserij bij IJsland.
- HKS De Hoop III werd gebouwd bij de N.V. Zaanlandsche Scheepbouw Maatschappij in Zaandam. De kiel werd gelegd op 22 december 1954 en het schip ging te water op 7 mei 1955. Op 8 juli 1955 werd het in IJmuiden door koningin Juliana in gebruik gesteld. Tegelijkertijd onthulde zij het visserijmonument. Het schip was 44,04 m lang en 8,42 m breed. De bemanning bestond uit 20 koppen. De Hoop III deed dienst tot 1964.
- HKS De Hoop IV werd in 1963 gebouwd en voer tot 1988. Zij was ruim 60 meter lang. De bemanning bestond uit 24 koppen plus een predikant en een arts. De bouwwerf was N.V. Scheepsbouwwerf Gebroeders Pot in Bolnes, bouwnummer 950. Het schip is sinds 2008 eigendom van Timor Offshore Management Ltd. op Cyprus en omgedoopt tot Timor Challenger. Het werd geregistreerd in Panama en gaat functioneren als guardschip bij een kabellegproject in de Golf van Oman. Het IMO-nummer is 6402901.

## Wetenswaardigheden
- Ter gelegenheid van het veertigjarig jubileum van de "Vereeniging Hospitaal-Kerkschip De Hoop" is een boek uitgegeven: H.K.S. De Hoop 1898 - 1938, met tekst en tekeningen van W.J. Dijk.
- Jan de Hartog (Haarlem 1914 - Houston 2002), de bekende schrijver van het boek Hollands Glorie en het boek Schipper naast God, was een tijdje lichtmatroos op De Hoop.
- Tijdens en na de watersnood in 1953 worden de De Hoop en de Henri Dunant wekenlang ingezet.
- Er is een model van HKS De Hoop III (1955) gemaakt in schaal 1:50, het model is 88 cm lang. Het model van de vierde De Hoop (1966) is in schaal 1:100 63 cm geworden.
- Een model van De Hoop III hangt in de Grote Kerk op Marken.
- Eind jaren '60 verscheen een langspeelplaat getiteld De kerk op zee, met daarop opnamen uit december 1967 van een kerkdienst aan boord van het schip. De opnamen werden gemaakt door de dienstdoende predikant ds. H. Zethof uit Kockengen. De typische scheepsgeluiden zoals het draaien van de scheepsmotoren, het klotsen van de golven tegen de boeg en de scheepsbel zijn daarbij goed te horen. Gezagvoerder W.F. Rog deed dienst als organist en pantry-boy Huug Meyvogel was de jongenssopraan. De opbrengst van de lp was bedoeld voor de aanschaf van een sloep om kerkgangers op volle zee over te kunnen zetten van De Hoop naar hun eigen schepen (op dat moment werd gebruik gemaakt van een rubber vlet).
- In 2008 werd De Hoop IV gebruikt voor een film over de jaren 60 en de zeezender Radio Caroline, getiteld 'The Boat That Rocked' van Richard Curtis. In die film is het schip dan de piratenzender "Radio Rock" en het schip heet voor die gelegenheid Ross Revenge. Het is voor de gelegenheid uitgerust met twee namaakzendmasten.